# 牧歌 (ウェルギリウス)
『牧歌』（ぼっか、ラテン語: Eclogae または Bucolica）は、紀元前42年に作られたラテンの詩人ウェルギリウス（Publio Virgilio Marone）の作品である。

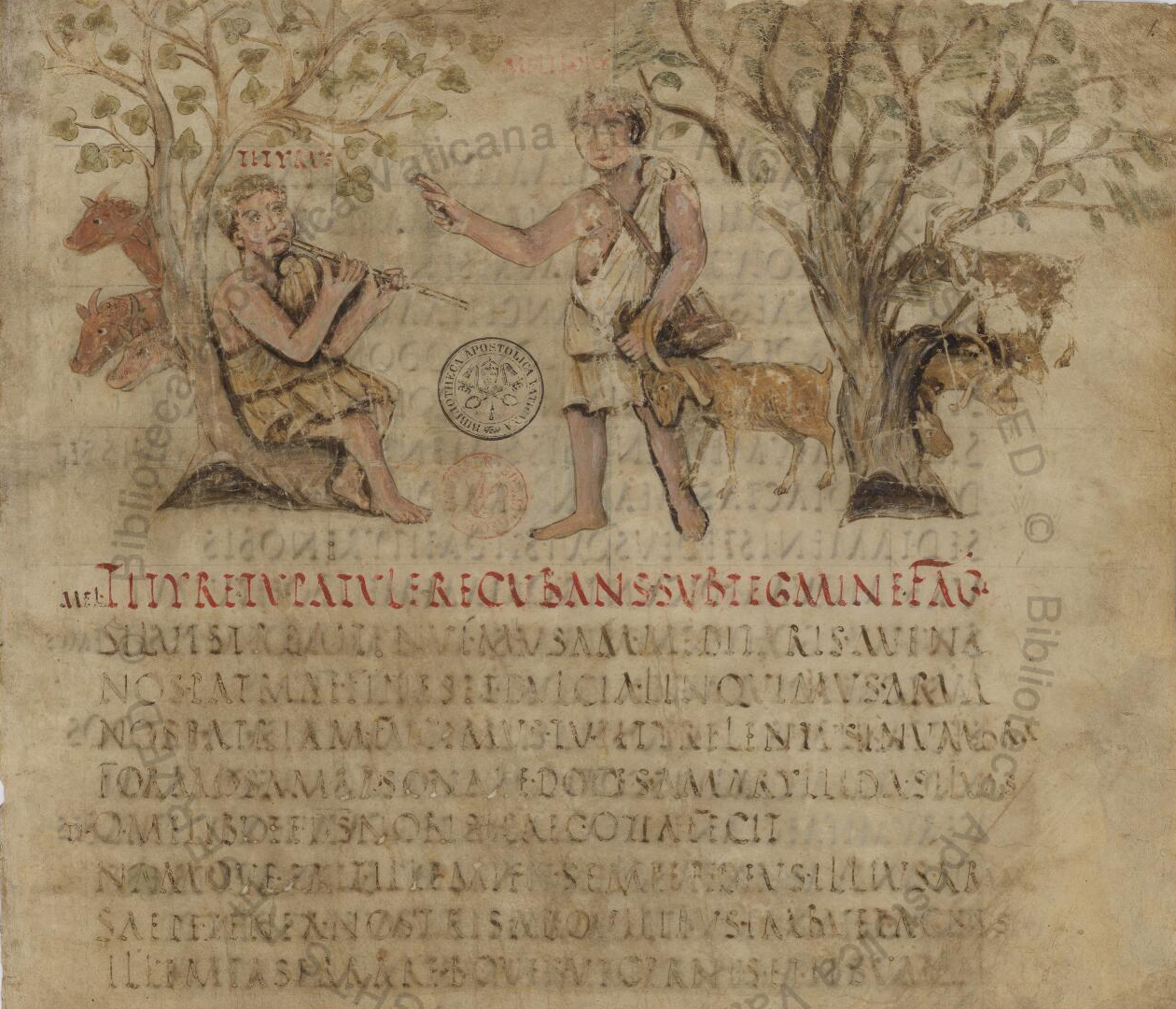
The opening lines of the Eclogues in the 5th-century Vergilius Romanus

3大詩の中の最初の一作である。 of the Latin poet Virgil.
紀元前39年頃、公開。 治療と牧歌的な発音で語られる10個のエクローグesametricheで構成されて、組成物の長さは63から111ラインの範囲で、合計829ヘクサメトロスである。アレクサンドリアのインスピレーションのネオテリック-カリマチョライン、正確にはテオクリテオ静脈に作品を配置する。
「Bucoliche」はギリシャ語のΒουκολικάから来ている（βουκόλος=羊飼い、牧夫、牛飼いから）。 ἐκλογαί、エクローグ、または「選ばれた詩」も定義されている。それらはウェルギリウスの詩の最初の成果であったが、同時に、ナポリのエピクロス派から学んだ人生の教訓の詩的な言語への変換と見なすことができる。
Titiro, tu chinato sotto l'ampia copertura d'un faggio,
vai componendo un canto silvestre sull'esile flauto;
noi lasciamo le sponde della patria e i dolci campi,
noi fuggiamo la patria; …—Virgilio, Bucoliche, I, 1-4.、Tityre, tu patulae recubans sub tegmine fagi
silvestrem tenui Musam meditaris avena;
nos patriae finis et dulcia linquimus arva,
nos patriam fugimus; …
| （ LA ） 「Tityre、tu patulaerecubansサブテグミンファージ</br>silvestrem tenui Musammeditarisオーツ麦;</br> nos patriae finis et dulcia linquimus arva、</br> nos patriam fugimus; ... " | （ IT ） 「ティティロ、ブナの木の広い林冠の下で曲がった、あなたは細いフルートでシルバンの歌を作曲しに行く。私たちは故郷の海岸と甘い畑を離れ、私たちは祖国から逃げる。 ... " |
| （ Virgil 、 Bucoliche 、I、1-4。 ）。 | |

## 背景

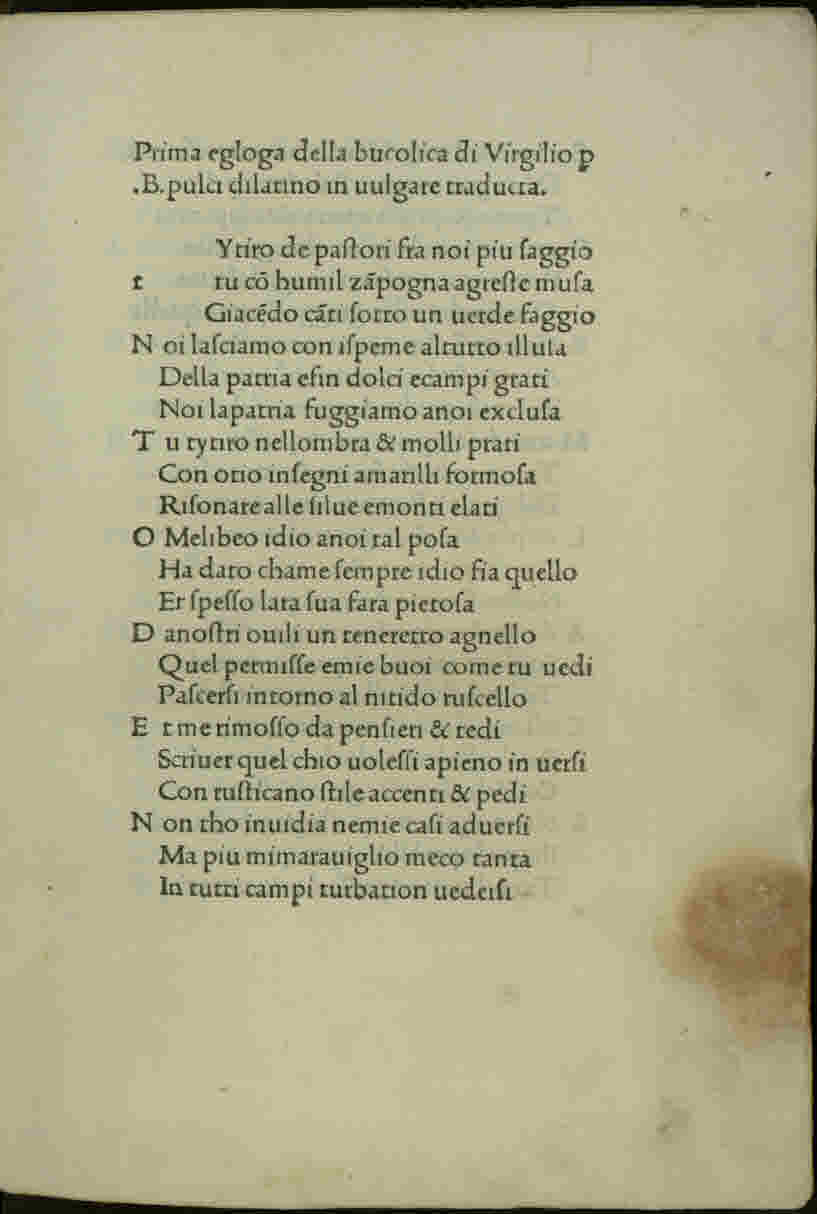
牧歌的、1481

作品の文脈化は、紀元前1世紀のイタリアので起こった、。
```
C.
 、内戦によって揺さぶられた。ウェルギリウスは子供の頃、
カティリン
の陰謀、
ジュリアスシーザー
の台頭、彼と
ポンペイ
との戦争、紀元前44年の暗殺、 最後にCaesariansとPompeiansの間の衝突を目撃した。。ウェルギリウスが彼の作品を書いている間、
オクタヴィアン
は
フィリピ
で勝利を収めた。ローマに戻ると、オクタヴィアンは農民を彼らの土地から収用し、彼らの奉仕に対する報酬として退役軍人の間で彼らを再分配した。土地の収用はウェルギリウスにとって劇的な経験であったらしく、彼はそれを野蛮主義の現れとして表現した。
```

Un empio soldato avrà queste maggesi così ben coltivate, / un barbaro queste messi...—Virgilio, Bucoliche, I, 70-71、Impius haec tam culta novalia miles habebit, / barbarus has segetes...
牧歌的な問題の議論は、紀元前1世紀のローマの文化的環境にとって目新しいものではなかった。一方、詩人が本全体をこのテーマに捧げたという事実は革新的であった。 6番目の牧歌の初めに、ウェルギリウスはこう書いている。
La nostra Talia, per prima, si degnò di scherzare col verso siracusano / e non si vergognò di frequentare le selve.—Virgilio, Bucoliche, VI, 1-2、Prima Syracosio dignata est ludere versu / nostra nec erubuit silvas habitare Thalia.
ここで「田舎」、「牧歌的」の意味を持つシラクーサの詩は、紀元前3世紀前半のヘレニズムの詩人テオクリトスの姿をほのめかしている。シラキュースで生まれ、Idilliを作曲した。田舎の生活の小さな絵は、ヴァルギリウスに牧歌のインスピレーションを与えたが、ウェルギリウスにとって牧歌的な詩は、テオクリトスの単なる模倣や単なる文学的な運動ではありえず、彼の気質と経験と密接に関連したものであった。戦争、収用の不当、残忍な政治的出来事の経験は、詩人が驚いて哲学に関与し、あらゆる厄介ごとから安全であることを望んでいたところで、彼の人生の特定の概念を形成するのに役立った。痛み、不当、これはブコリックの典型である。ウェルギリウスにとって、詩は調和を通して情熱を克服し、自然の熟考を通して戦争と虐殺の悲劇的な現実からの脱出口を作成するための手段であった。
ウェルギリウスは自分自身を羊飼いと同一視している。ある意味で彼らは自分自身を表している。したがって、テオクリトスの皮肉は、マントゥアンの詩人の心からの参加に道を譲る。ヴァージリアンの羊飼いはイベントに参加し、テオクリトスの羊飼いよりも現実に溶け込み、常に憂鬱な影が特徴である。これは風景に反映されている。ブコリカの設定は、しばしば描かれる寒くて霧のポー平原であり、夕暮れに、牧歌のそれは自然が豊かなシチリア島であり、太陽と熱が常にあり、ギリシャの地域であるアルカディアは素晴らしいユートピアの場所として理解されている。シチリアの羊飼いは今ではローマの地主に仕えており、愛と歌の羊飼いとは見なされなくなったため、ウェルギリウスは神秘的な地理的設定を放棄した。
テオクリトスとバージルの主な違いは、しかし、シラクサの詩人は、語彙とメトリックの選択の面で大きな改善と羊飼いの条件の現実感に近づくに特異的な方法である：Idylls、中Lìcida 、goatherd、彼毛むくじゃらのヤギの皮、レンネットの匂い、肩、胸の周りに古いチュニックがある。 -しかし、それにもかかわらず、彼のスピーチではエレガントで洗練された方法で自分自身を表現している。彼は「変装した文化市民」（ B.スネル）と定義することができる。
一方、ウェルギリウスのアルカディアの羊飼いは、身に着けたり品位を落としたりする作業を行わず、「細いフルートのシルバンの歌」を調整し、穏やかな世界で悲劇的な現実から逃れた。彼らは田舎の生活の粗雑さと都市生活の過度の複雑さの両方を欠いている。したがって、ウェルギリウスはリアリズムから離れて、田園風景をロクス・アモエヌスに変貌させ、そこでオチウムを作った。ヴァージリアン羊飼いのロクス・アモエヌスであるアルカディアは、比喩的な意味に満ちている。それは、避難所であり、失望したときでも愛について生き、歌う場所であり、野蛮主義とは対照的に文明の場所である。それは幸福の象徴であり、現実の、しかし無傷の現実のイメージであり、何も変化しない空間と時間で動かない。
最初のエクローグは、土地の放棄について話し合う2人の羊飼いTitiroとMelibeoの間の出会いを扱っている。批評家によると、この物語は当時の歴史的事実に言及している。実際、その期間に、アウグストはマントヴァとクレモナを含むロンバルディア-ベネト地域の18の都市で行われた土地の収用を開始し、紀元前42年に退役軍人に分配された。 C.フィリッピの戦い
多くの学者は、羊飼いのの文字を識別する傾向Titiro 、彼の農場を保存するために管理しiuvenem、おそらくアウグストゥスの執り成しを通じて実際に羊飼い、自分自身ヴァージル詩人での古代の伝記の伝統によれば、ウェルギリウスも最初はそれらを処分したが、その後、アウグストゥスに近い友人のヴァロ、ガロ、ポリオーネの介入によってそれらを取り戻すことができた。これから始めて、学者は寓話的な鍵でBucolicsを読み、あらゆる性格と状況の歴史的参照を捕らえた。ただし、仮説は不十分であり、この論文を検証する特定の要素はないことに注意されたし。 Titiroは実際にはVirgilである場合もあれば、そうでない場合もある。確かなことは、田舎の放棄と交渉の暴力のテーマがヴァージルに深い痕跡を残しているということである。したがって、ブコリックでは、著者の詩学によって与えられた同時性との強い関連がうかがえる。

## 構造

### エクローグI
牧歌の牧歌Iは、2人の羊飼いの間の対話を表している。最初の羊飼いは、所有物を奪われたために故郷を放棄することを余儀なくされた（「Nospatriamfugimus」/「私たちは祖国を放棄する」v.4）そして、これに反対して、ブナの陰で休み、シルバンの歌を歌い、若い神の介入のおかげで彼の所有物を維持することができたティティロ（「deus nobis haec otia fecit」/「神はのために作った私たちこれらの怠惰 "v.6-祖国を放棄することを余儀なくされたメリベオでは、土地の収用を伴うアウグストゥスとウェルギリウスの個人的な経験への言及がある：このようにして、デウスは労働とメリベオの敵になる）彼の生涯を通して、彼の祭壇で柔らかい子羊を犠牲にしてくれてありがとう。後に、ティティロはローマで神に会い、彼の自由を償還するためにそこに行ったと主張する（以前は彼は実際には奴隷であった）が、ガラテアに恋をするまで、彼は見つけることができなかった彼がアマリリスとの関係に入ったときにのみ可能であったお金が必要である。 Melibeoは、形容詞の幸運をTitiro（ "Fortunate senex" / "Lucky old man"vv。46-51）に帰する。後者は、彼が生涯にわたって耕作した畑を持ち、既知の場所の涼しさを楽しむことができるからである。彼は彼の外国の領土に亡命者としてさまようことを余儀なくされ、野蛮な兵士は彼の努力の成果を楽しむでしょう（「Insere nunc、Meliboee、piros、posteordervitis！」 /「今、ナシの木を移植してください、メリベオよ、ブドウの木を整えてください！」 v。 73）。 2人の対話者は、トーンがより複雑になるエクローグの最後の部分を除いて、常に切り離されたトーンを維持する。実際、日没の今までに、メリベオが亡命に向けて出発しようとしていることを悲しげに発表したとき、ティティロは、彼が望むなら、彼を彼の家で夜のために喜んでホストしたであろうと断言する。

### エクローグII
BucolicsのEclogueIIは、非常に若いアレッシィへの絶望的な愛を歌う牧師Coridoneの独白を表している。これは、この感情に対応していない。アレッシィは実際、裕福なIollaの奴隷であり恋人である。最初、コリドンは、ハンサムで歌う牛の頭がたくさんあり、テバン王のアンフィオンもいるにもかかわらず、彼を自分自身に恋させることができないという事実に驚いている。彼は、ダメタから受け継いだパン神の楽器であるバグパイプを演奏するように彼に教えることさえ提案している。コリドンが提供する贈り物はこれらだけではない。自然全体がアレッシィに敬意を表するでしょう。しかし、終わりに向かって、口調は幻滅し、コリドンは自分自身にアポストロフィを付けて、アレッシィが彼を小さな説明の些細なことだと考えているので、彼の贈り物を受け入れないことを悲しいことに認める。最後のヘクサメトロスで、羊飼いはますます辞任し、少年が彼を愛するつもりがなければ、別のアレッシィを見つけるだろうと断言する。この詩はテオクリトスの牧歌XIにまでさかのぼる。そこでは、サイクロプスポリュフェモスが、愛に返礼しない海のニンフであるガラテアへの愛を求めている。ただし、2つの詩のトーンは完全に異なる。TheocriticalIdyllは、ポリュペーモスにはかなり不適切な繊細さから生じるコミックトーンで開発されているが、VirgilianEglogyは幻滅した苦痛のトーンを維持している。

### エクローグIII
3番目のエクローグは、2人の羊飼い、ダメタとメナルカの間の歌のコンテストである。脚本（牧歌的な対比、挑戦、レースの宣言、アメーバの歌と判断）と舞台美術（牧草地と群れ）は、この詩を真の「牧歌的な劇場」にする 。メナルカは、ダメタが牛を守っているのを見ているが、それは確かに彼女のものではない。牛は去り、ダメタを放っておいたエゴネのものである。メナルカは自分が牛を憐れんでいることに気づき、そうすることでダメタは憤慨し、怪我に返礼する。 2人の羊飼いは、ダメタがアメーバコンテストでパートナーを挑発するまで、過去の問題を引用して攻撃を続ける（交互に、2人が交代で詩を暗唱する）。賭け金は固定されている：子牛、メナルカは彼女の家族の状態を明らかにし、より大きな価値の賭け金を提供する：2つのブナカップ。 Dametaはメールを受け取り、2つのカップとアカンサスに囲まれたハンドルを対比する。唯一の監査人と裁判官は、デウスエクスマキナとして登場するパラエモンである。彼はルールを設定し、競争が始まる。ヘキサメトリックエピグラムの12ペアは、「12のスケッチ」をステージングする 純粋に絵画的な価値がある。壁に描かれている絵画がまるであなたと話しているかのように、ギャラリーにいるような印象を受ける。対話の瞬間は挑戦で終わる。テーマは牧歌的な生活、愛、詩に触れた。パラエモンはレースが平等であると宣言し、現在は「sat prata biberunt」  あり、詩的な戦いは終わらせなければなりません。

### エクローグIV
40の10月の間にa。 C.、ウェルギリウスが作品を書いている間、ウルベの雰囲気は非常に緊張しており、内戦は最高潮に達した：40インチ。 C.オッタヴィアーノとルキウスアントニオ（マルコの兄弟）はペルージャの血なまぐさい戦いで衝突し、その後、一部の調停者（ネルバ、マエケナス、ポリオーネ自身、その年のヴァージルの友人で執政官）は2人の三頭政治を和解させた。ブリンディジの平和;この条約に基づいて、オクタヴィアンは西に、アントニーは東に割り当てられた。イタリア半島は両方に属していた。休戦は、オクタヴィアンの妹であるオクタビアとマルコ・アントニオの結婚で認可された。この契約は、群衆の歓喜の中、祝わ、ベテランとローマの住民、および2つの三執政官によって大きな希望と喜びをもって迎えられたオベーションを。
ウェルギリウスも、通常は政治生活から遠く離れており、この合意に大きな熱意を示している。特に、他の詩人よりもかなり高い様式の登録を持つ4番目のエクローグでは、詩人は誕生後のサトゥルニアレグナの帰還の差し迫ったことを祝いる新しい黄金時代の到来を告げる悲劇的な存在に終止符を打つ「神の子」の。詩人は詩人について言及していないので、詩は予言的で神秘的な口調を帯びている。一部の学者によると、この子供は、それが女の子であるとは想像せずに、オクタビアとマルコ・アントニオの結合から生じた子供であるとバージルは述べている。他の解釈によれば、それはアシニオ・ポリオーネまたはアシニオ・ポリオーネの息子であるサロニーノ、古代の解説者によってすでに考案された仮説、あるいはアントニーとクレオパトラの胎児の息子である可能性がある。キリスト教の筆記者は、煉獄でイエス・キリストの姿と乙女座のマドンナを見た。この解釈は、中世を通して、乙女座が予言的なスキルを備えた賢人として崇拝されていたことを意味し、神曲ではラテンの詩人であった。スタツィオは、IVブコリカ（煉獄-カント22秒、55-93節）を読んだ後、キリスト教に改宗したと言いる。最後に、それは、ブリンディジの平和とともに実現しようとしているように思われた絶望的な世代の平和の夢を示す比喩を表すことができる。
もう一つの興味深い解釈は、プーアルを素晴らしい黄金時代から再びそのサイクルを開始する「時間」の擬人化と見なしているエドゥアルト・ノーデンの解釈である。ラテン文学の歴史 EttoreParatoreは、この牧歌的な「当時の群衆の意識をかき立てたすべての神秘的な流れは、彼ら自身の痕跡を残した[...]：伝統的なオルペウスの流れ-ピタゴラスカルト、復活みこのカルト、上の哲学的教義のpalingenesis人類、saeculumのローマの伝統、君主や英雄の姿に接続東洋カルト、傾向、ジュリアの家の中ですでに活発に神格化彼らの著名なの数字[...]そして、最後ガイウス・アシニウス・ポッリオ (紀元前40年の執政官)に大事なことを言い忘れたヘブライ語が、ユダヤ人の予言、ウェルギリウスがイタリアを通過する学んだユダヤ人がおもてなしを見つけたポリオーネに出席することから学んだに違いないメサイア の期待。「しかし、更新プーアルの出現で、私達はまたの神話のエコー聞く賢者の誕生について、ツァラトゥストラを、vaticinansは、世界のrenovator、およびSaoshyant、処女から生まれた救い主の出現をプーアル」。 黄金時代と平和はエリトリアのシビルによっても予言されており 、平和と正義を世界にもたらすために天から送られた主権者の出現はシビュラのオラクルによって予言されたレックス・マグヌス・デ・カエロの姿にすでにあった。  オラクルはまた、祝福された時代への復帰を予見していた。 

### エクローグV
5番目のエクローグは単純であるが、時にはそれが素晴らしいことが判明する。それは歌の芸術に完璧な2人の羊飼い、メナルカとモプソを扱っている。これらはお互いに挑戦しないが、会い、お互いを招待し、お互いに歌を与え、モプソの姿を特徴付ける若々しい大胆さの前でメナルカが彼のより大きな真剣さと正確な良心に反対する程度にお互いを賞賛するあなたの限界の。モプソは、嫉妬から彼を盲目にしたニンフに愛された羊飼いのダフニの死を歌いる。その時、失明が彼の死の原因であった。モプソスはダフニスを墓に残して聖歌を終えたので、メナルカは彼を神格化し、彼を神々に昇格させ、彼の神格化を歌いる（45-52節）。ダフニスの神格化は男性に平和をもたらするが、とりわけ、彼を保護者として選出し、慈悲を指定するために典型的なボーナスの形容詞を彼に与える羊飼いに平和をもたらする。
4番目と5番目のエクローグは、生命と自然の純粋で穏やかなビジョンで互いに補完し合っている。実際には、自然の神の喜びはダフニスで、彼の中で認識されているよう神格化、また驚異プーアルののcursus履歴書には、伴奏なしで、自然の敬意なしに行われることはない。ダフニスの姿はシーザーの人物を認識できると主張する人もいる ：ダフニスは詩人の目には、穏やかな自然の平和を高めるための基盤を構成している：アマットボーナスオティアダフニス 。 1でのプーアルの誕生、他でダフニスの死：ここでは、おそらく2 ecloguesは正反対の理由で設定されているかに注意したい。しかし、両方のエクローグには同じ目標がある。それは、至福の無垢と純粋さだけでなく、普遍的な喜びの状態を表現することである。

### エクローグVI
VIエクローグは全体的にも部分的にも立派な詩である。それは彼を称え、その結果内戦を語るウェルギリウスの叙事詩を望んでいたアルフェノ・ヴァロへの献身である。これはすべて、自伝的小説以上のものであり、彼の友人であるヴァロの主張から逃れるための反論の 。 Varoは、この交換を行う必要がある。実は、エクローグはガロのためのものであるが、ページの上部にはヴァロの名前が書かれている。「フィーバスにとって、正面にヴァロの名前があるページよりも高価なページではない」。  。詩と音楽の神であるアポロがティティロ（ヴァージル自身）に対して忠告した後、サテュロスのリーダーであるシレノスの歌に従い、前日にクロマイドとムナシージョがニンフナイードエグルと一緒に飲んだワインから眠っていた。シーレーノスの額と寺院をブラックベリージュースで染める人。すべての自然はこの古いサテュロスの歌を楽しんでいる 。
あっという間に、Xエクローグへの期待であるガロの称賛が届く。実際、Silenusは、9人のミューズの1人がGallusをPermessoのほとりからBoeotiaの山に導いた方法を語っている。最後に、歌は日暮れによって中断される。多くの人が、その意味と発展の両方において、この複数の詠唱の考えられる説明と理由を考案した。それらの中でエピクロス ???、それは哲学、自然と道徳の大要だと思った人。さらに他の人々は、カタログ詩、ほとんど詩的なトピックのエピローグまたはハンドブックについて考えた 。コーネリアス・ガルスに奉献された一節に関しては、それは愛と名誉の大きな賛辞に他なりません。ウェルギリウスが友人に与えるこれらの特徴はすべて誠実であるが、詩的で友好的なエンカレシミエントを欠いていない。

### エクローグVII
エクローグIIIとVの後、再び歌のコンテスト。モデルはタリシアスのテオクリトスである。しかし、コスの設定の代わりに、ここには、ヴァージリアンの友人や敵のローマの晩餐がある。メリベオ、コリドン、ダフニは、たとえフィクタを指名したとしても、実質的に同じままである。コリドンは、エクローグIIのように （彼は彼の死と話すどこダフニは、Vのように羊飼い、教師やコンクールの審査員の王子であることを神格化）とMelibeoは詩で、私のように、楽しませ続けている。
作業の過程で何度か、延期されるべきイベントが予想され、以前に発生した他のイベントが延期される破逆法を見つける。これは、VIIとIエクローグの関係である。候補者はメナルカやダメタほど侮辱的ではなく、それぞれが4つのヘクサメトロスの交互のスタンザで独自の曲を演奏する。山や森で愛の嘆きを歌ったコリドンは今ではより洗練された役割を果たしている。代わりに、下品にふけるティルシは、コリドンのように見なされていないため、敗者と宣言される 。
2つの懸念宗教的な球との重要な違い：Coridone名に神聖な木ヘラクレス、バッカス、金星とポイボス ;一方、ティルシは、彼が新人の詩人であるため、彼らがツタで彼を飾るために、アルカディアの羊飼いを好むと言いる。これらの言葉で、彼は神々への献身をほとんど示していない。彼の同情に会う唯一の神性はプリアーポスである。トーンの強いコントラストがあり、コリドンのそれは穏やかで、ティルシのそれは攻撃的で下品である。実際、コリドンはニンフを呼び出してコロのような歌を与え、ハンターのミコーネとしてイノシシの頭と鹿の角をダイアナに奉献する。狩りを祝った後、彼は彼の最愛のガラテアを呼び出し、彼女が本当に彼を愛しているなら、彼に加わるように彼女に言いる。彼の謙虚さは、招待状が面付けとして表示されないことを意味し、それどころか、それは彼のすべての献身を示している。

### Ecloga VIII
偶数の他のエクローグと同様に、エクローグVIIIは、詩人がダモーネとアルフェシベオの間の歌のコンテストを紹介するという前提を持っている。おそらく、エクローグはアシニオ・ポリオーネの詩的な名声を祝うものであり、彼が言及されていなくても、事実から確かに識別できる 。
最初の曲はダモーネの曲である。ダモーネは、愛する少女ニサがモプソを好んだため、不幸な恋人、匿名、必死の考えに声をかけ、この理由で彼は自殺するつもりである（「私から始まり、私のフルート、詩menalii。すべてが公海になる。さようなら、森！空中の山の頂上から波に身を投げる。これがあなたへの最後の贈り物、私の死になる。」 ）  。 2番目のカントでは、アルフェシベオが女性について語っている。この女性は、ハンドメイドのアマリリスの助けを借りて、最愛のダフニが確実に戻ってくるように魔法の儀式を行いる（「私を街から連れ戻してください、私の呪文、持ってきてください戻るダフニス。アマリリス、3色の3つの結び目で織り、すぐにそれらを織る、アマリリス。 。 。」 ）  神秘的な経験から取られたいくつかの絵のような説明がある。一般的に、シーン全体がギリシャの作家を思い起こさせる。家の玄関ホール、食材を運ぶ侍女、敷居にいる犬、火、灰、祭壇。再び街に逃げたダフニ。魔術師は次第に非現実的、超人的、架空のものではなくなり、ますます女性になる。彼の痛みは深く普遍的であり、それは不幸な愛のドラマである 。女性の目標は、ダフニスを愛で狂わせることである。街にいるので、彼は彼女を無視している。魔女は、彼女の前に彼の肖像画があるので、彼女がリフレインで言及されている羊飼いに話しかけていると想像する。彼は自分のイメージを異なる色の3つの糸で3回囲み、合計9つ、つまり各時間と各色に3つずつ囲む。儀式は、敷居の足音を聞いた直後に、女性の家の近くの小川に灰が散らばることで終わる。それはダフニスであり、呪文は成功した 。
ダモーネは一人称で歌いるが、彼の絶望はIIのコリドンによって表現されたものとは異なり、VIのパシファエとXのガルスのそれに近づいている。 IIのコリドンは新しいアレッシィを探すことで自分自身を慰める（「コリドン、コリドン、なんて狂気があなたを連れて行ったんだ！あなたは緑豊かなニレに半分剪定されたブドウの木を残した。少なくとも必要なものを用意して、枝編み細工や柳のラッシュを織りませんか？これがあなたを望まないなら、あなたは別のアレッシィを見つけるでしょう。」  ）一方、デイモンは、前述のように、極端な結果、すなわち死に達する（57-60節）。夜になると、羊飼いはニサへの不幸な愛を歌い始める。彼は残酷にだまされていることに気づき、彼らを呼んだにもかかわらず、神々が彼を助けていないので、彼は死にかけている。かつてデイモンと結ばれていたニサは、今では彼を軽蔑し、バグパイプ、ヤギ、そして長いあごひげさえも嫌っている。それでも彼は、彼女がまだ子供だったときの最初の出会いを覚えている。彼女が彼女を愛していたのを見て、しかしこの愛は狂ったと定義され、彼を台無しにした。今、デイモンは愛が誰であるかを理解した：山の固い石の上または人けのない野生の地域で生成された神。石の多い場所で生まれただけで彼の魂は固まった。実際、メデアを子供たちの血で手を汚すように押したのは彼であった。愛は、母の金星と同様に、悪として定義されている。さらに、羊飼いは、これから自然の秩序全体が破壊され、最もばかげたことが起こると発表する（ adynata ）：オオカミは羊から逃げ、フクロウは白鳥と競争する。 。 。彼の最後の言葉は今でも彼の最愛の人に捧げられており、実際、彼の死は不幸な恋人の最後の贈り物のようになると彼は言っている 。二人の羊飼いの歌は、草、オオヤマネコ、そして彼らの進路を止める川を忘れた未経産牛の注意を引くようなものである。この一節はオルフェウスの神話によって示唆されている。オルフェウスの歌は、人間として音楽の魔法の効果を感じ、詩人と彼の痛みを分かち合う獣を魅了する。さらに、オオヤマネコはバッカスにとって大切な動物相の一部である（vv。1-5）  。

### エクローグIX
リシダスは偶然にメリに会った。メリは子供たちを新しいマスター、ベテラン、メナルカを追い払ったベテランに導く。スピーチから、残念ながらメナルカは彼の所有物を安全に保つことができず、詩は彼に何もしなかったことがわかる。詩の本物の主人公であるメナルカに、本当の大惨事が襲った。メナルカに安堵を与えるために、リシダスは三頭政治によってなされた約束を彼に思い出させる：彼の歌のおかげで彼は彼の畑を保つことができたでしょう。しかし、メナルカはリシダの言葉に慰めを見いだしない。彼は現在、最初のエクローグのメリベオのキャラクターを体現している。しかし、後者は高い前線とそのすべての結果で亡命を受け入れ、彼の家の屋根を永遠に見ることを放棄したが、代わりにメナルカは残っている。彼は再びヴァロに彼のマントヴァの慈悲を乞うために来るでしょう。
メナルカのしもべであるメリは、今や別の主人に引き継がれ、「道が続くところ」に行き、道はマントヴァに通じる。 27および59;彼はまだ完全に彼が見たものにがっかりした、彼が生きていたとき彼が想像もしなかったであろうような事が彼に起こったと言いる。見知らぬ人は、まるで彼が主人であるかのように、彼に言った：「これらの畑は私のものである。あなた、古い入植者は去る。」彼はしもべであるが、その分野もやや彼のものである。彼は暴力が法律に取って代わったことを後悔し、2世紀の間ポー平原に住んでいたローマの入植者が追い出されることを望んでいる。ポー平原だけでなく、ローマ共和国全体が内戦によって荒廃している。起訴状はVarusに対するものであるが、 アウグストゥスも免れません。リシダは、メナルカが彼女の歌のおかげで、丘が緩やかな斜面で下り始め、運河や古いブナの木まで、今ではスパイクされているその側に広がる土地を保護したことを意味していたので、驚いている。
メナルカの詩は、シサルピナの知事であるポリオーネとヴァロの称賛を呼び起こしたのであれば、当然のことながら有名であった。しかし、戦時中の歌は、ワシの接近時の鳩と同じ強さを持っている。左から鳴くカラスがメリにすべての喧嘩を終わらせるように警告していなかったとしたら、この時点ではメリもメナルカ自身もまだ生きていなかったでしょう（11-16節）。リシダはそのような犯罪が犯されていることに驚いている。歌の中で彼の慰めであるメナルカがメリと一緒に殺されるところだったということはあり得ないようである。そして、誰がニンフ、花の咲くハーブが散らばった土、そして泉の緑の色合いを歌うでしょうか？リシダス自身がアマリリス、コミュニスアミカに行ったときにメナルカから聞いたそれらの歌を誰が歌うでしょうか？
メリは、メナルカがマントヴァの領土を退役軍人に割り当てるかどうかを決める権利を持っていたヴァロのために歌った、まだ終わっていない他の詩を覚えることを好む。クレモナは、三頭政治に対してブルータスとカシウスを支持したため、没収で罰せられた。クレモナの領土が十分ではなかったので、クレモナから数マイルのところにあるマントヴァが、ヴァロの命令によって追加された。リシダはメリにメナルカからさらにいくつかの詩を暗唱するように頼む。リシダもまた、ミューズの要請で、詩を構成していた。羊飼いは彼を詩人と呼んでいるが、彼はそれを信じていない。
全体のパッセージは、テオクリトスの第7牧歌からの機知に富んだシーンに基づいている。リシダは、彼が新詩派の詩の2つの主要な例とモデルであるルーファスとシナにまだ匹敵するとは考えていない。歌う白鳥に比べるとガチョウのようである。メリはその歌を思い出そうと懸命に努力する。ポリュペーモスが海の波に現れたガラテアに、2番目のエクローグと非常によく似た状況で彼のところに来るように頼むテオクリトスの11番目の牧歌の美しい模倣である。コリドン羊飼いはアレッシィ市民を招待する。ここでは、都市に対する田舎の代わりに、海に対する土地、他の妨害に対する一方の静けさがある（37-43節）。
次の詩で、リシダはメリが静かな夜に歌っているのを聞いたことをまだ覚えているかどうか尋ねる。彼女はその空気を念頭に置いているが、言葉は覚えていない。メリは彼らを知っていたが、年齢は他のすべてと一緒に歌いたいという彼の欲求を奪っていた。多くの歌が彼の心から消えた。同じ声が彼に失敗した 。叙事詩的な間奏曲（46-55節）に牧歌的な類似性を与えるために、歌は羊飼いに宛てられたと想像され、ダフニの名前はここでティティロや他の人の名前のように聞こえた。農業の意図で、彼は収穫について予測しようとする。シーザーの星が輝いているので、未来を調査したり、未来の悪を恐れたりすることはもうない。
カエサルの後に出現した彗星は、自分を金星の甥と見なしたカエサルの神々の間でのカエサルの仮定の最良の証拠であると信じられていた（44-55節）。それからリシダはメリを非難する。メリは謝罪の言葉で、メナルカの歌をもう一度聞きたいという彼女の欲求を回避している。現在、水の広がり（これらはマントヴァを囲む湖である）と風はおさまった。 2人の羊飼いは途中である。ビアノアの墓が現れるのが見えた。ここでは、田舎が無限の甘さ メリは彼の仲間から歌うように誘われる：「子供たちを寝かせてください、私たちはまだ街に着く」。しかし、老人は若い友人に反対するように忠告する。彼は主張してはならず、緊急のことをしなければなりません。メナルカ自身がここにいるとき、彼らはよりよく歌うでしょう。

### エクローグX
すべての自然、羊飼い、オリンピックと牧歌的な神々、ガルスの大きな痛みに対する哀れみ、リコリドの不幸で報われない恋人は、彼を慰めようとして、彼の愛の痛みに参加する。 ἘρωτικὰΠαθήματαの神話の論文を彼に捧げたパルテニオの弟子であるガルスは、今や本物の愛の痛みに苦しんでいる。神話のヒロインのためではなく、気まぐれで不誠実なリコリドのためである。背景には、ベールに包まれた文学的な論争がある。エレジーに対する牧歌的なジャンルと、エレジーに対する牧歌的な優位性の宣言である。詩的な計画は理論的に批判的であるが、-ガルスへのオマージュ-トーンは悲しいことに優雅である。ブナの木陰でティティロが始めた歌は終わった。影は歌う人にとって有害である（75節）。行かなきゃ。パッセージ全体は、ダフニスの失踪に対するテオクリテオの嘆き（1、66以降）の模倣である。アルカディア、羊、そしてメナルカを含むいくつかの牧歌的なキャラクターの山は、恋に悩むガルスを囲んでいる。誰もがガルスにそんなに多くの愛の痛みの理由を尋ねる。アポロもやって来て、彼の方を向いて、彼のリコライドが別のリコライドと一緒に逃げたのに、なぜ彼がおかしくなっているかを尋ねる。リコリドは祖国から遠く離れている。ガルスは彼の距離のために苦しんでいる、彼はリコリデスが危険だけでなく自然の逆境にもさらされていることを知ることに苦痛を感じる。ガルスは彼の愛の痛みと彼の歌を木の幹に刻む。木が成長するにつれて、それらに刻まれた文字もサイズが大きくなる（31-54節）。それから彼は、これが彼の狂った愛のための薬であるという幻想の下で、狩猟に専念する。しかし、幻想は短命である。ガルスは今では落胆しており、彼が自分自身を押しつぶすにつれて、彼がいくつの決議を進めるかは、彼らの役に立たないことを確信している 。

## 批判的な分析
Bucolicasで開発された主なテーマは、アルカディアの風景、「失われた世界」の後悔、そして起源への回帰という3つのカテゴリーに分けることができる。実際には、風景には美食値強調し、現実と明らかな対照的に、素朴な理想的な場所として表示アタラクシア、従ってアポロ田舎で識別される外乱が存在しないこと。しかし、2つ目のテーマは、失われた世界と、自然と文化と進歩の対比という10のエクローグの中に浮かび上がってく。最後に、起源への回帰の探求と、作品の執筆に先立つ長い世紀の戦争の後、すべての社会階級で待ち望まれていた黄金時代の新たな到来への願望を再発見することが可能である。
10のエクローグのうちの最初のエクローグは、典型的な対話要素を提示していない。すべてが高音の2つの平行した独白で進行する。 2人の羊飼い（TitiroとMelibeo）はそれぞれ、彼のビジョンを追求している。最初の亡命、2番目の自由、神（deus ex machina）によって彼に与えられた自由であり、彼は滞在することができる。エクローグの初めに、まだ彼の人生の出来事に悩まされているメリベオは、彼の対話者の運命を学ぶことに驚かれることでしょう。至る所で起こっている変化に関するTitiroの奇妙さは知覚可能であり、Melibeoとは対照的である。たとえば、vvでは、2つの談話を相互に接続する純粋な語彙の対称性のみがある。 Melibeoの1-5はvvに対応する。 Titiroの6-10。
著者の最初の牧歌的な作曲である2番目のエクローグは、田舎への招待状である。その中で、2人のキャラクターは2つの反対の環境、都市と田舎に配置されている。ウェルギリウスは牧歌的な要素を強調している。他の牧歌でそれらが暗黙的で芸術的発展の準備をしているように見える場合、ここでシーンを再構築することができる。さらに、エクローグ全体の変化したコース、感情の圧迫、思考の進化は、この牧歌的な独白を悲劇的なものに近づける。
後半の3番目のエクローグは歌のコンテストである。対照的に、2人の愛の詩人、1人は異性愛者、もう1人は同性愛者であり、AsinioPollioneのお祝いの参考資料を提供している。後者は、特に彼がイオラの性格で自分自身を認識し、アレッシィで彼のエフェベを認識した場合、2番目のエクローグを大いに評価したに違いない。著者はまた、彼の常連客を注目に値する詩の著者として、そして牧歌的な詩の読者としての両方として認識することができた。ウェルギリウスは、プライドなしではなく、5番目にそれを取り戻すのであれば、この3番目のエクローグを誇りに思っていたに違いない。
4番目のエクローグは、生まれようとしている、または生まれたばかりのpuerを称える誕生日の詩のように聞こえた。詩では、ホラティウスの第16のエポダスに明らかに言及しており、パリンゲネシスはピュアから始まり、子供は神や英雄と同様の生活を送り、父親の美徳で世界を支配する（Norden 1924,9）または、Hommel and Jachman（1952,56n。1）によれば、父方の美徳によって鎮静化された。
5番目のエクローグは、ダフニの死と神格化という前の2つのエピソードで到達した高音をキャンセルするかのように、牧歌的な日常の世界に戻ってく。ダフニスを装って誰が隠れているかを予測したいという願望によって、古くから解釈は無視されていた。いくつかの名前が言及されているが、勝ったのはジュリアスシーザーであった。
6番目の牧歌で、ウェルギリウスはアルフェノ・ヴァロに敬意を表して作品を作曲し、ヴァロが参加した内戦を語ろうとするが、アポロに思いとどまらせられて牧歌に戻る。自伝的な物語以上に、彼にお祝いの詩を要求したヴァロの絶え間ない主張のために、それは反省と見なすことができる。アポロの忠告を受けて、作者はヴァルスに敬意を表そうとする。エクローグはガロのためのものであるが、ページにはヴァルスの名前が付いている。
7番目のエクローグは、再び歌のコンテストであり、そのモデルとしてテオクリトスを持っている。候補者であるCoridoneとTirsiは、それぞれ4ヘクサメトロスのスタンザで独自の曲を演奏する。最初の曲ははるかに洗練されており、2番目の曲は下品に訴え、敗者と宣言される。コリドンへ。より倫理的で客観的でない判断は、競争全体の記録者であるメリベオ自身によって策定されたものであり、「ラブソングで自分自身を最もよく表現する人を支持する」  。 2人の登場人物がパーに配置された3番目の牧歌に匹敵する牧歌は、ティルシの切り下げを見て、「古いスタイルの詩人」  ここではウェルギリウスがコリドンを勝利させる '  。
8番目のエクローグは、歌の競争であるにもかかわらず、2人の主人公の独白の分割についても、3番目または7番目のエクローグよりも5番目に近い。アクションは魔法の儀式で失われるが、theocriteoモデルからの絵のような説明の欠如はない。実際、家のホールから侍女や敷居の上の犬まで、シーン全体がテオクリトスを覚えている。ポリオーネは、明確に名前が付けられていないが、事実から特定できる（エクローグは、おそらく、献身として、頭の中にポリオーネの名前をもたらしたと考えられている）。ウェルギリウスは、彼に文体的・革新的な詩を書くように仕向けたと信じている。厳粛さにあふれたデビューは、信憑性に疑問を投げかけた 。
9番目のエクローグはキャラクターの本当のジェスチャーを明らかにする：牧歌的な物語は終わる。大惨事はメナルカを襲った。彼は現在メリベオの性格を体現しているが、彼の所有物を放棄することによって亡命を受け入れた後者とは異なり、メナルカは残っている。羊飼いは牧歌的なシーンから姿を消し、歌う機能だけが羊飼いを生き返らせることができる。人は神話になり、神話は詩の中で実現される。一方ではリシダの欲望、他方ではメナルカの歌である。 （G. Stegen、LaneuvièmeBucoliquedeVirgile、その中の21,1953,331-42）
Stegen が3つの部分に分割する、10番目のエクローグは、序文、ストーリー、および解雇で構成されている。ガルスに捧げられた牧歌は、後者の主人公を見つけ、その主人公はウェルギリウスが愛の問題について歌っている。物語には真実がある。当時、ガロはシテライドとしても知られている無料のヴォルムニアに恋をしていたが、詩人はそれにリコリッドの名前を付けた。しかし、少女は同じ愛のガルスを返しなかったが、ライン川の兵士を追いかけるために逃げた。この脱出がガロの苦痛の理由となるでしょう。パッセージ全体には、ダフニスの失踪のモデルとしてテオクリトスがある。

## エディション
- Publio Virgilio Marone (A. D. MCCCCLXXXI die ultimi februarii). Bucolica. Impressum Florentiae: per me Antonium Bartholomei Miscomini

## その他のプロジェクト
- Wikiquote contiene citazioni da Bucoliche
- Wikimedia Commons contiene immagini o altri file su Bucoliche